# Geitau

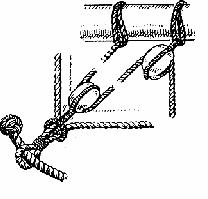
Geitau

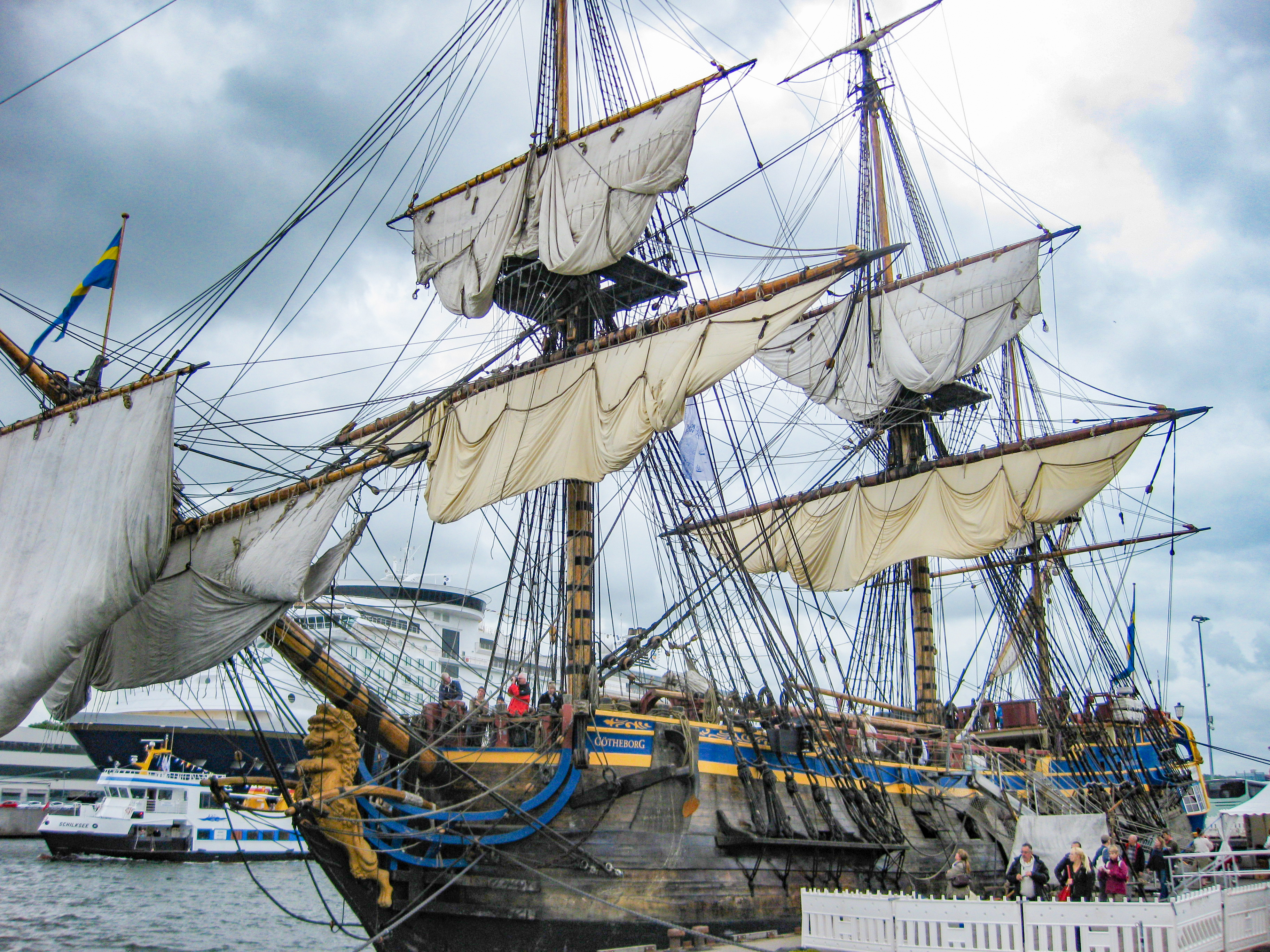
Mittels Gordings und Geitauen aufgegeite Segel der Götheborg

Das Geitau (oder kurz Gei) ist ein Tau, welches dazu dient, Rahsegel „aufzugeien“, also an die Rah in Falten (Brooken) heranzuziehen, um dem Wind keine Angriffsfläche mehr zu geben.
Das Geitau wird an den Schothörnern (den unteren Ecken) eines Rahsegels befestigt, läuft dann zur Mitte oder Nock der Rah, wird da durch einen Block umgelenkt und an Deck geführt, damit es von dort aus bedient werden kann. Die Führung zur Rahmitte ist die ältere, die zur Rahnock die modernere Form.
Das Gegenstück zum Geitau ist die Schot, mit der ein Rahsegel gesetzt wird. Auch die Schot wird über Blöcke zum Mast und dann an Deck geführt.
In aller Regel besitzt jedes Rahsegel auf beiden Seiten (Steuerbord und Backbord) jeweils ein Geitau und eine Schot.
Das Geitau gehört zum laufenden Gut eines rahgetakelten Segelschiffes.